# Kościół Najświętszego Zbawiciela w Zielonej Górze
Kościół pw. Najświętszego Zbawiciela w Zielonej Górze – wzniesiony w Zielonej Górze z fundacji Georga Beuchelta i jego siostry Liddy. Beuchelt na jego budowę przeznaczył w testamencie 50 tys. marek. Pod budowę wybrano działkę przy al. Niepodległości należącą do Beucheltów. Kościół zbudowano dla parafii ewangelicko–augsburskiej.

## Historia

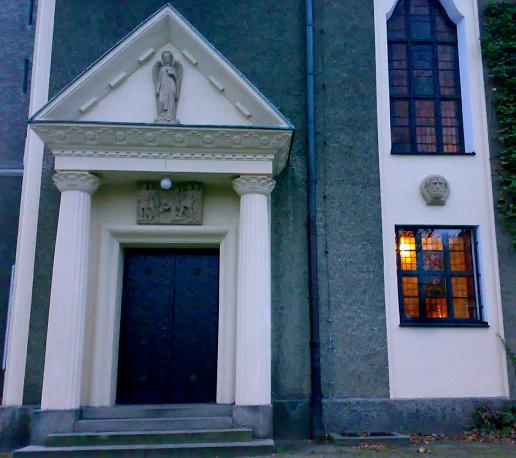
Detal

W 1914 r. rozpisano konkurs architektoniczny. Ostatecznie przygotowanie projektu zlecono Wilhelmowi Wagnerowi i Oskarowi Hossfeldowi. 19 maja położono kamień węgielny. W kwietniu 1916 roku kościół był już pokryty dachem. Uroczyste poświęcenie świątyni nastąpiło 3 stycznia 1917 roku. Obiekt posiadał elektryczne ogrzewanie oraz zegar i organy o napędzie elektrycznym.
W 1946 kościół został przejęty przez katolików, a w 1951 r. stał się świątynią nowo erygowanej parafii Najświętszego Zbawiciela.

## Architektura

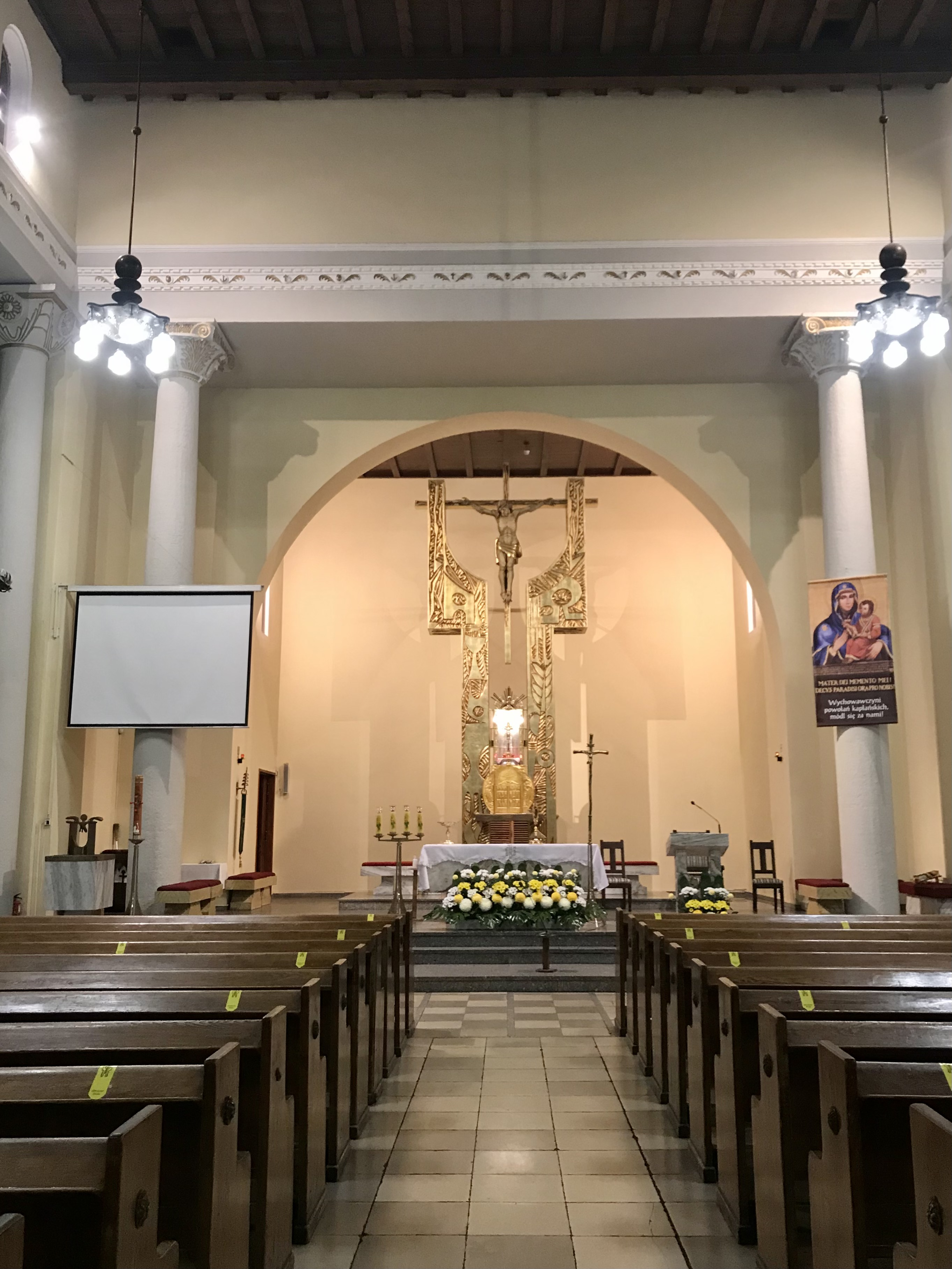
Wnętrze kościoła

Kościół wraz z jego wystrojem nawiązuje do bazylik wczesnochrześcijańskich. Kościół wzniesiono z cegły na planie prostokąta z przyległymi od południowego zachodu prezbiterium z zakrystią i czworoboczną żelbetową w rzucie wieżą od północnego wschodu. Na szczycie wieży zamontowano cztery dzwony. W trójnawowym wnętrzu na kolumnach opierają się empory.
W latach 1974–1976 odbyła się gruntowna przebudowa prezbiterium kościoła projektu Wiktora Ostrzołka: ze starego wystroju pozostała tylko rzeźba Chrystusa, pochodząca ze starego ołtarza poewangelickiego oraz metalowe tabernakulum. Ołtarz wykonany jest z białego marmuru reńskiego, a chrzcielnica z białego i czerwonego piaskowca.
Świątynia może pomieścić 2000 wiernych, w tym 800 w ławkach na parterze i 400 w emporach. Od wielu lat organizowane są tu koncerty organowe, muzyki symfonicznej oraz chóralnej.

## Organy
Organy zostały wybudowane przez firmę Gustava Heinze z Żar. Przebudowane po II wojnie światowej przez firmę organmistrzowską Marka Cepki. Instrument posiada elektro-pneumatyczną trakturę gry.
Dyspozycja instrumentu:
| Manuał I            | Manuał II                 | Manuał III          | Pedał               |
| ------------------- | ------------------------- | ------------------- | ------------------- |
| 1. Pryncypał 16'    | 1. Gedakt 8'              | 1. Bordun 16'       | 1. Prync.-bas 16'   |
| 2. Pryncypał 8'     | 2. Kwintaton 8'           | 2. Prync.- skrz. 8' | 2. Violon-bas 16'   |
| 3. Gedakt 8'        | 3. Prestant 4'            | 3. ?                | 3. Subbas 16'       |
| 4. Fl-koncert. 8'   | 4. Rurflet 4'             | 4. Salicet 8'       | 4. Echobas 16'      |
| 5. Gamba 8'         | 5. Pryncypał 2'           | 5. Aeolina 8'       | 5. Kwintbas 10 2/3  |
| 6. Holflet 8'       | 6. Flet leśny 2'          | 6. Lipl. ged. 8'    | 6. Basflet 8'       |
| 7. Oktawa 4'        | 7. Sifflet 1'             | 7. Pryncypał 4'     | 7. Oktawbas 8'      |
| 8. Oktawa 2'        | 8. Acuta 4 ch             | 8. Violina 4'       | 8. Chorałbas 4'     |
| 9. Kwinta 1 3/5'    | 9. Sesquinta 2 2/3+ 1 3/5 | 9. Trawersflet 4'   | 9. Fletbas 4'       |
| 10. Cornet 2-3 ch.  | 10. Krumhorn 8'           | 10. Piccolo 2'      | 10. Okaryna 2'      |
| 11. Mixtura 3-4 ch. |                           | 11. ?               | 11. Mixturbas 4 ch. |
| 12. Trąbka 8'       |                           | 12. Cymbel 3 ch.    | 12. Puzon 16'       |
|                     |                           | 13. Klarnet 8'      | 13. Trąba 8'        |
|                     |                           |                     | 14. Trąba 4'        |